# میگل آنخل سوریا
میگل آنخل سوریا (انگلیسی: Miguel Ángel Soria؛ زادهٔ ۲۶ مارس ۱۹۷۴) بازیکن سابق فوتبال اهل اسپانیا است که به عنوان مدافع میانی بازی می‌کرد.